# 皮科罗米尼祭坛

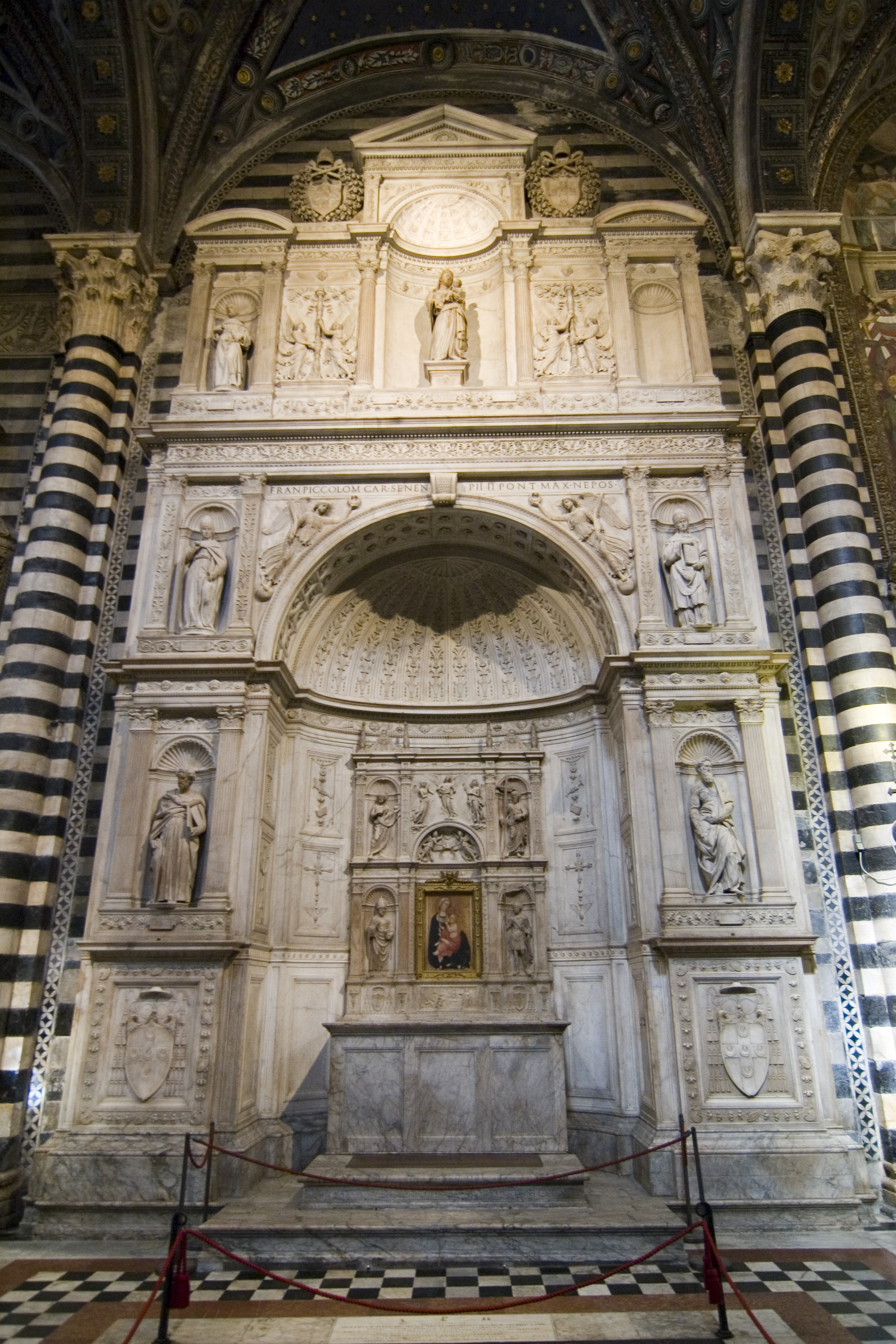
皮科罗米尼祭坛

皮科罗米尼祭坛是锡耶纳主教座堂中殿的巨大祭坛，由主教方濟各·托代斯基尼·皮科羅米尼枢机订制，以庆祝皮科罗米尼家族在锡耶纳的权势，并作为自己的坟墓。然而，后来他被选为教宗庇护三世，安葬在了梵蒂冈。在 1481 年至 1485 年之间，托代斯基尼委托布雷尼奥用卡拉拉大理石建造祭坛，时间如壁龛下铭文所示。  1486 年，70 多岁的布雷尼奥的体力不支，返回罗马。布雷尼奥离开后，托代斯基尼寻找其他雕塑家来制作剩余的14 尊雕像，最后委托了佛罗伦萨的皮埃特罗·托里贾诺。 但托里贾诺只在祭坛左上角的壁龛中制作了圣方济各，就发生因不明原因废弃合同的事件，于是托代斯基尼只能另择其他艺术家。1501 年 6 月 19 日，他与年轻的米开朗基罗签订了合同。当时米开朗基罗已完成梵蒂冈的哀悼基督，大获赞誉。 1501 年至 1504 年间，米开朗基罗制作了四尊壁龛雕塑，分别是圣伯多禄、奥斯定、保禄和额我略。但是米开朗基罗刚开始创作，就收到更有吸引力的大订单，尤其是雕刻尺度巨大的佛罗伦萨大卫像，因此锡耶纳祭坛工程进展缓慢。